# Happiness (Dance Gavin Dance)
Happiness è il terzo album in studio del gruppo musicale statunitense Dance Gavin Dance, pubblicato nel 2009.

## Tracce
1. Tree Village – 3:20
2. NASA – 3:35
3. I'm Down with Brown Town – 3:01
4. Carl Barker – 5:13
5. Happiness (featuring Tony Tataje) – 3:30
6. Self-Trepanation – 3:13
7. Strawberry Swisher, Pt. 1 – 3:28
8. Don't Tell Dave – 3:17
9. Strawberry Swisher, Pt. 2 – 3:07
10. Powder to the People – 5:11

## Formazione
- Kurt Travis – voce
- Will Swan – chitarra, voce
- Zachary Garren – chitarra
- Jason Ellis – basso
- Matt Mingus – batteria, percussioni